# Lemming Project
Lemming Project byla německá death metalová kapela z Mendenu ve spolkové zemi Severní Porýní-Vestfálsko založená roku 1986, řadí se mezi vůbec první death metalové skupiny v Německu.
Debutové studiové album Extinction vyšlo v roce 1991. Dvě skladby z tohoto alba se objevily i na promo-split-EP s britskou kapelou Skyclad (která měla na nahrávce také dvě skladby, a to z alba The Wayward Sons of Mother Earth).
Skupina Lemming Project zanikla v roce 1993, celkem má na svém kontě dvě dlouhohrající alba vydaná firmou Noise International.

## Diskografie
Dema
- Negative Hatecore (1990)

Studiová alba
- Extinction (1991)
- Hate and Despise (1992)

Split nahrávky
- Extinction/The Wayward Sons of Mother Earth (1991) – promo split-CD s britskou kapelou Skyclad